# Anders Schörling
Anders Schörling, född 17 december 1690 i Linköping, Östergötlands län, död 25 januari 1769 i Horns församling, Östergötlands län, var en svensk präst och musikdirektör.

## Biografi
Anders Schörling föddes 1690 i Linköping. Han var son till komministern Andreas Schörling i Skärkinds församling.
Schörling inskrevs 1712 vid Universitetet i Uppsala, blev musikstipendiat 1714 under director musices Christian Zellinger och blev filosofie magister 1722. Samma år blev han även director musices et cantus vid gymnasiet i Linköping. 1723 blev han också bibliotekarie och gymnasieadjunkt.
Schörling blev 1728 rektor vid Linköpings trivialskola och prästvigdes 22 augusti 1729. Han blev 1732 lektor i latin "eloquentiae et poes" vid Linköpings gymnasium. Schörling blev 21 augusti 1734 kyrkoherde i Horns församling och 1735 kontraktsprost i Kinds kontrakt. Han var riksdagsman vid riksdagen 1755–1756 och blev 22 oktober 1756 teologie doktor vid Greifswalds universitet. Schörling avled 1769 i Horn.
1761 skrev han kontrakt med orgelbyggaren Lars Wahlberg om ett nytt orgelverk till Horns kyrka som skulle vara färdigt 1763. Först 1767 begärde han att få besikta orgelverket och själv förrätta invigningen.

### Familj
Schörling gifte sig 1726 med Brita Christina Theel (1698-1777), dotter till borgaren Hans Persson Theel och Regina Christina Schröder i Söderhamn. Schörling och Theel fick tillsammans barnen Magdalena Christina Schörling (1727–1728), Elisabet Schörling (1729–1757) som var gift med professorn Anders Nicander i Västervik, Anna Greta Schörling (1731–1811) som var gift med ryttmästaren Johan Henrik Winter och Aurora Schörling (1736–1789) som var gift med bataljonspredikanten P. Corvin och kyrkoherden Lars Kraft i Norra Vi församling.